# GRGDN
GRGDN ist ein türkisches Musikproduktions- und Musiker-Management-Unternehmen aus Istanbul.
Der Name des Unternehmens orientiert sich am Wort gergedan, was auf Türkisch „Rhinozeros“ bedeutet. Es wurde 2003 von Haluk Kurosman und Hadi Elazzi gegründet, die Erfahrungen in Unternehmen wie Sire Records (Warner Music) oder Sony Music Turkey gemacht hatten. Die Firma hat ihr eigenes Studio in Ulus, Istanbul.

## Musiklabel
GRGDN veröffentlichte das erste Album der türkischen Rockband Gripin als ein unabhängiges Musiklabel. Zusammen mit Sony BMG veröffentlichten sie einige weitere Alben. Die vollständige Liste aller veröffentlichten bzw. mitveröffentlichten Alben lautet wie folgt:
| Datum         | Interpret/Titel                | Bemerkung                                     |
| ------------- | ------------------------------ | --------------------------------------------- |
| 2004 April    | Gripin / Hikayeler Anlatıldı   | unabhängige Veröffentlichung                  |
| 2004 Dezember | maNga / maNga                  | Veröffentlicht in Zusammenarbeit mit Sony BMG |
| 2005 Mai      | Gripin / Hikayeler Anlatildi 2 | Veröffentlicht in Zusammenarbeit mit Sony BMG |
| 2005 Dezember | Vega / Hafif Müzik             | Veröffentlicht in Zusammenarbeit mit Sony BMG |
| 2006 Juli     | maNga / maNga+                 | Veröffentlicht in Zusammenarbeit mit Sony BMG |
| 2006 Oktober  | Emre Aydın / Afili Yalnızlık   | Veröffentlicht in Zusammenarbeit mit Sony BMG |
| 2007 März     | Gripin / Gripin                | Veröffentlicht in Zusammenarbeit mit Sony BMG |
| 2009 August   | maNga / Şehr-i Hüzün           | Veröffentlicht in Zusammenarbeit mit Sony BMG |

## Musiker
Folgende Musiker haben mit GRGDN einen Vertrag:
- maNga
- Vega
- Gripin
- Göksel
- Emre Aydın